# Енгадін (Новий Південний Уельс)
Енгадін (англ. Engadine) — передмістя Сіднея у штаті Новий Південний Уельс, Австралія. Розташовується в 33 км на південь від Сіднея. Поруч з передмістям знаходиться Королівський національний парк.

## Транспорт
Поруч з Princes Highway розташована залізнична станція. Кілька автобусних маршрутів відправляються від станції.
1. 1 2 3 4 5 6 7 8  https://linked.data.gov.au/dataset/asgsed3/SAL/11425
2. ↑  http://www.censusdata.abs.gov.au/census_services/getproduct/census/2016/quickstat/SSC11422